# Acide benzènedicarboxylique
L'acide benzèndicarboxylique est un composé aromatique de formule brute C8H6O4. Il est constitué d'un cycle benzénique substitué par deux groupes carboxyle (COOH). Comme tous les benzènes disubstitués, il existe sous la forme de trois isomères structuraux, les composés ortho, méta et para, selon la position relative des deux substituants sur le cycle. Ces trois isomères sont principalement connus sous leurs noms triviaux, l'acide phtalique, l'acide isophtalique et l'acide téréphtalique, et sont parfois appelés collectivement les « acides phtaliques » .

## Propriétés
| Acide benzèndicarboxylique    |                                                                                |                                                                                  |                                                                                   |
| Nom systématique              | Acide benzène-1,2-dicarboxylique                                               | Acide benzène-1,3-dicarboxylique                                                 | Acide benzène-1,4-dicarboxylique                                                  |
| Autres noms                   | Acide phtalique Acide orthobenzènedicarboxylique Acide o-benzènedicarboxylique | Acide isophtalique Acide métabenzènedicarboxylique Acide m-benzènedicarboxylique | Acide téréphtalique Acide parabenzènedicarboxylique Acide p-benzènedicarboxylique |
| Structure                     | Structure de l'acide phtalique                                                 | Structure de l'acide isophtalique                                                | Structure de l'acide téréphtalique                                                |
| N° CAS                        | 88-99-3                                                                        | 1121-91-5                                                                        | 100-21-0                                                                          |
| Numéro ECHA                   | 100.001.703                                                                    | 100.004.098                                                                      | 100.002.573                                                                       |
| PubChem                       | 1017                                                                           | 8496                                                                             | 7489                                                                              |
| Formule chimique              | C8H6O4                                                                         | C8H6O4                                                                           | C8H6O4                                                                            |
| Masse moléculaire             | 166,13 g mol−1                                                                 | 166,13 g mol−1                                                                   | 166,13 g mol−1                                                                    |
| État (CNTP)                   | solide                                                                         | solide                                                                           | solide                                                                            |
| Apparence                     | solide incolore et inodore                                                     | poudre cristalline blanche quasiment inodore                                     | poudre cristalline blanche à l'odeur acidulée                                     |
| Point de fusion               | 191 °C                                                                         | 346 °C,                                                                          |                                                                                   |
| Point d'ébullition            | > 191 °C (décomposition),                                                      |                                                                                  |                                                                                   |
| Masse volumique               | 1,14 g·cm-3 (20 °C)                                                            | 0,71 g·cm-3 (22 °C)                                                              | 1,135 g·cm-3 (20 °C)                                                              |
| Point d'éclaircoupelle fermée | 168 °C (coupelle fermée)                                                       |                                                                                  | 260 °C (coupelle ouverte)                                                         |
| Point d'auto-inflammation     |                                                                                | 700 °C                                                                           | 496 °C                                                                            |
| Solubilité dans l'eau         | 5,47 g·l-1 (20 °C)                                                             | 0,12 g·l-1 (25 °C)                                                               | 15 mg·l-1 (20 °C)                                                                 |
| pKA1                          | 2,95                                                                           | 3,62                                                                             | 3,54                                                                              |
| pKA2                          | 5,41                                                                           | 4,60                                                                             | 4,46                                                                              |
| LogP                          | 0,73                                                                           | 1,66                                                                             | 2                                                                                 |
| SGH                           | Attention                                                                      | –                                                                                | –                                                                                 |
| Phrases H et P,               | H315, H319 et H335                                                             | –                                                                                | –                                                                                 |
| Phrases H et P,               | P261, P280 et P305+P351+P338 P304+P340, P405 et P501                           | –                                                                                | –                                                                                 |